# Hoch Großherzog Friedrich!

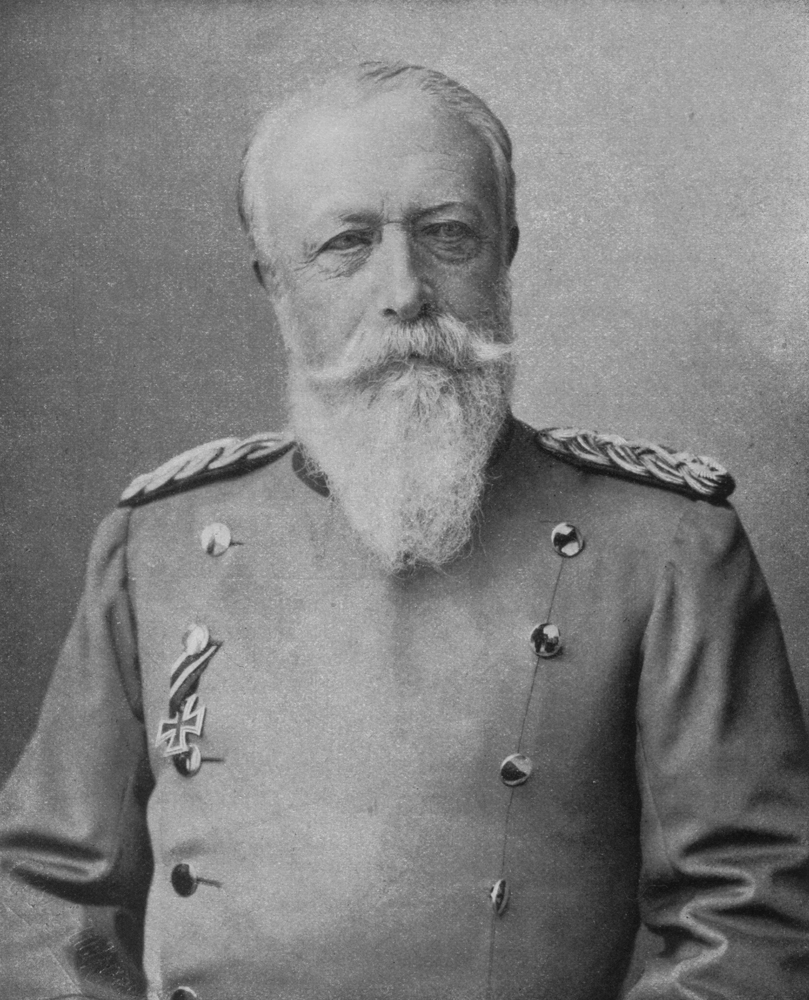
Der Namensgeber des Marsches, Großherzog Friedrich I.

Hoch Großherzog Friedrich! ist ein deutscher Marsch des frühen 20. Jahrhunderts.
Der Militärmarsch wurde 1903 zur Hundertjahrfeier des 1. Badischen Leib-Grenadier-Regiments Nr. 109 von dessen Kapellmeister Adolf Boettge (1848–1913) komponiert und war der Parademarsch des Regiments.
Der im Titel des Marsches genannte und mit diesem geehrte Großherzog Friedrich (I.) von Baden war der Chef des 1. Badischen Leib-Grenadier-Regiments Nr. 109, das er 1856 zum Leibregiment erhoben hatte.
Das Trio des Marsches enthält die alte Volkshymne Badens.
Der Marsch Hoch Großherzog Friedrich! darf nicht verwechselt werden mit dem Marsch Inf.-Rgt. Großherzog Friedrich von Baden (AM II, 224).